# Poseidonamicus ocularis
Poseidonamicus ocularis är en kräftdjursart som beskrevs av Whatley, Downing, Kesler och Peter S. Harlow 1986. Poseidonamicus ocularis ingår i släktet Poseidonamicus och familjen Hemicytheridae. Inga underarter finns listade i Catalogue of Life.